# Susanna Verbruggen
Pour les articles homonymes, voir Verbruggen, Percival et Mountfort.
Susanna Verbruggen (née Percival vers 1667 et morte en 1703), alias Susanna Mountfort, est une actrice anglaise qui travaille à Londres. 

## Biographie
Elle fait sa première apparition au théâtre dès 1681 (elle a alors environ 14 ans) dans Sir Barnaby Whig de Thomas d'Urfey. En 1686, elle se marie avec l'acteur William Mountfort, et après l'assassinat de celui-ci en 1692, elle se marie avec l'acteur John Verbruggen. 
Elle est une actrice populaire qui connait le succès notamment dans les rôles travestis. Son plus grand succès est son interprétation de Lucia, un premier rôle, dans Sir Anthony Love de Thomas Southerne, où elle prend part à la liberté dont jouissait les libertins séducteurs de la Restauration (les « rakes ») en se déguisant en « Sir Anthony ». Les spectatrices apprécient beaucoup, tout autant que les hommes, ses prestations dans ce genre de rôle.
Elle est l'une des actrices-vedettes de l'United Company, une compagnie patentée de Londres, mais lorsque cette compagnie théâtrale se scinde en deux en 1695 (voir l'article Comédie de la Restauration anglaise), on lui propose juste un salaire, et non pas des parts de cette coopérative d'acteurs. Cela est peut-être une des plus grandes erreurs tactiques commises par cette compagnie nouvelle, dirigée par Betterton. Les époux Verbruggen sont mécontents de l'offre, d'autant que Susanna a des talents extrêmement variés, et que le public la connait bien. Elle retourne à sa compagnie d'origine, augmentant de ce fait considérablement les chances de celle-ci dans sa lutte avec la nouvelle compagnie, entre autres lors de la représentation de La Rechute ou la Vertu en danger de John Vanbrugh.

## Source
- (en) Cet article est partiellement ou en totalité issu de l’article de Wikipédia en anglais intitulé « Susanna Verbruggen » (voir la liste des auteurs).